# FloyyMenor
Alan Felipe Galleguillos, plus connu sous son nom de scène FloyyMenor, est un chanteur et auteur-compositeur chilien. Après des singles auto-édités depuis 2022, il a finalement acquis une notoriété internationale avec son single à succès « Gata Only » avec Cris MJ, où il l'a sorti via UnitedMasters.

## Vie et carrière
Galleguillos est né à Vicuña, au Chili.Il commence à télécharger ses chansons sur YouTube en 2022, en utilisant des voitures et des personnages inspirés de Fairly OddParents comme pochette pour ses singles. Un de ses amis montre une des chansons de Galleguillos, "Pa la Europa", au producteur Lewis Somes, qui travaille pour la chanteuse chilienne Pailita, et l'a découvert. La chanson est ensuite devenue virale et Galleguillos déclare qu'il a utilisé peu de promotion pour cela.
Après avoir sorti plus de singles, il sort " Gata Only " en décembre 2023. La chanson attire finalement l'attention du chanteur chilien Cris MJ, qui a voulu en faire partie. Après la sortie de la version « officielle » en duo de la chanson en février 2024, elle acquit une notoriété internationale, se retrouvant dans plusieurs classements de chansons, pour finalement atteindre le top cinq du Billboard Global 200 et en tête du classement américain Hot Latin Songs,,.

## Discographie

### Single
| Titre                                                                                           | Année | Meilleur classement | Meilleur classement | Meilleur classement | Meilleur classement | Meilleur classement | Meilleur classement | Meilleur classement | Meilleur classement | Meilleur classement |     | Certifications                         | Album       |
| Titre                                                                                           | Année | Chili CHI ,         | Argentine ARG ,     | Colombie COL        | Équateur ECU        | MexiqueMEX          | Pérou PER           | Espagne SPA         | États-Unis US       | US Latin            | WW  | Certifications                         | Album       |
| ----------------------------------------------------------------------------------------------- | ----- | ------------------- | ------------------- | ------------------- | ------------------- | ------------------- | ------------------- | ------------------- | ------------------- | ------------------- | --- | -------------------------------------- | ----------- |
| "Gata Only" (avec Cris MJ ou remixé avec Ozuna et Anitta)                                       | 2024  | 1                   | 3                   | 8                   | 2                   | 2                   | 1                   | 3                   | 27                  | 1                   | 3   | - PROMUSICAE: 3× Platinum - RIAA: Gold | El Comienzo |
| "Me Gusta (with Lucky Brown)                                                                    | 2024  | —                   | —                   | —                   | —                   | —                   | —                   | —                   | —                   | —                   | —   |                                        | El Comienzo |
| "A Poka Luz"                                                                                    | 2024  | —                   | —                   | —                   | —                   | —                   | —                   | —                   | —                   | —                   |     |                                        | El Comienzo |
| "Apaga el Cel" (with Lewis Somes)                                                               | 2024  | 2                   | 19                  | —                   | —                   | —                   | 20                  | 16                  | —                   | 44                  | 166 | - PROMUSICAE: Gold                     | El Comienzo |
| "Peligrosa"                                                                                     | 2024  | 8                   | —                   | —                   | —                   | —                   | —                   | —                   | —                   | —                   | —   |                                        | El Comienzo |
| "—" signifie que la chanson n'est pas sortie dans le pays ou n'apparaît pas dans le classement. |       |                     |                     |                     |                     |                     |                     |                     |                     |                     |     |                                        |             |

## Récompenses et nominations
| Cérémonie de remise du prix | Année | Œuvre nommée                  | Catégorie      | Résultat   | Réf    |
| --------------------------- | ----- | ----------------------------- | -------------- | ---------- | ------ |
| Prix MTV MIAW (en)          | 2024  | " Gata Only " (avec Cris MJ ) | Viral Anthem   | En attente | [ 23 ] |
| Prix MTV MIAW (en)          | 2024  | " Gata Only " (avec Cris MJ ) | Supreme Perreo | En attente | [ 23 ] |